# Gare de Berlin Frankfurter Allee
La gare de Berlin Frankfurter Allee (BFA) est une gare ferroviaire de la S-Bahn à Berlin sur la Ringbahn. Elle est située dans le quartier de Friedrichshain dans l'arrondissement de Friedrichshain-Kreuzberg à la limite du quartier de Lichtenberg. Sa sortie principale s'ouvre sur la Rigaer Straße, qui est parallèle à la Frankfurter Allee. Le nom est une référence à la ville de Francfort-sur-l'Oder.

## Histoire
La première halte s'est ouverte le 1er mai 1872, à quelques mètres plus au sud du bâtiment voyageur actuel, au croisement entre la voie ferrée et l'actuelle rue Frankfurter Allee. Elle se trouvait alors en campagne et a reçu le nom du lotissement où elle était située : Friedrichsberg, situé entre Friedrichshain et Lichtenberg. Avec l'avènement de la Ringbahn autour de Berlin, la gare a été reconstruite à son emplacement actuel, à l'adresse Frankfurter Allee 111, et a été renommée Frankfurter Allee en 1897. Le bâtiment voyageur a été conçu par l'ingénieur en bâtiment Bordekow commissionné par le gouvernement de l'époque. Il a été construit en brique dans un style néogothique académique. Le 1er février 1929, les trains électriques ont remplacé les trains à vapeur qui jusque-là faisait halte dans la gare. La ligne 5 du métro a été construite le 21 décembre 1930 pour rejoindre la gare. Il a fallu pour cela détruire et reconstruire le pont ferroviaire sur la Frankfurter Allee. L'idée d'une correspondance directe entre la gare et la station avait alors été émise puis abandonnée. Aujourd'hui pour correspondre de l'un à l'autre, les passagers doivent toujours sortir de la gare au niveau de la Rigaer Straße et emprunté une ruelle pour rejoindre la station de métro dans la Frankfurter Allee.
La gare est située dans un lieu autour duquel la population s'est multipliée par dix au début du siècle. D'une région campagnarde, elle est devenue une gare urbaine.
Malgré l'importance stratégique de la Ringbahn pendant la Seconde guerre mondiale, la gare n'a pas été touchée par les bombardements. Le 21 décembre 1949, la gare et la rue qui lui a donné son nom ont été renommées Stalinallee par les autorités soviétiques, pour le soixante-et-onzième anniversaire de Joseph Stalin. Après son décès en 1953, sa réputation s'est détériorée et la gare a repris son nom Frankfurter Allee le 14 novembre 1961, l'année de l'édification du Mur.
À la fin des années 1970, de nombreuses voies supplémentaires ont été construites pour la première gare de conteneurs de Berlin-Est. Elle a été fermée le 31 décembre 1999 et les nombreuses voies sont aujourd'hui abandonnées.

## Service des voyageurs

### Desserte
La gare est desservie par les lignes    et  du S-Bahn de Berlin.

### Intermodalité
La gare est en correspondance avec la ligne 5 du métro à la station homonyme toute proche, ainsi qu'avec les lignes M13 et M16 du réseau de tramways de la BVG.

## Galerie de photographies

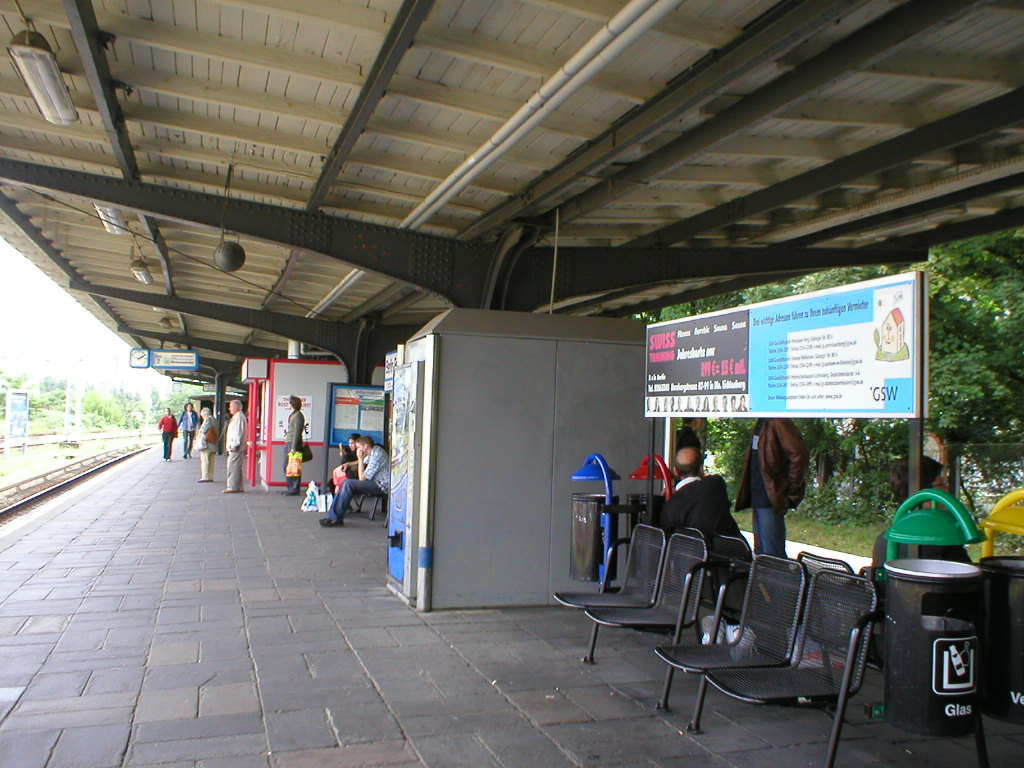
Le quai en 2004.
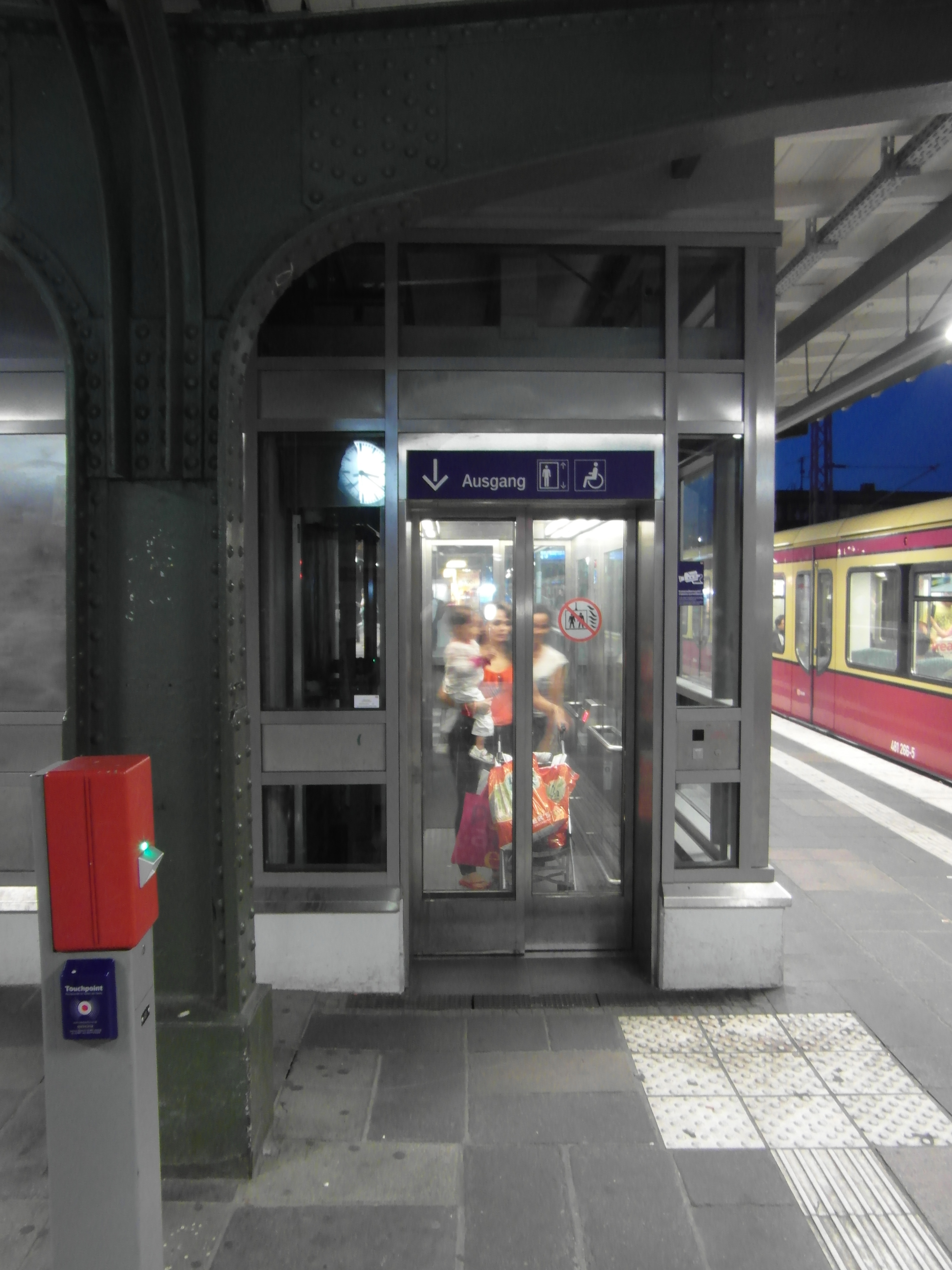
La gare est équipée d'un ascenseur.
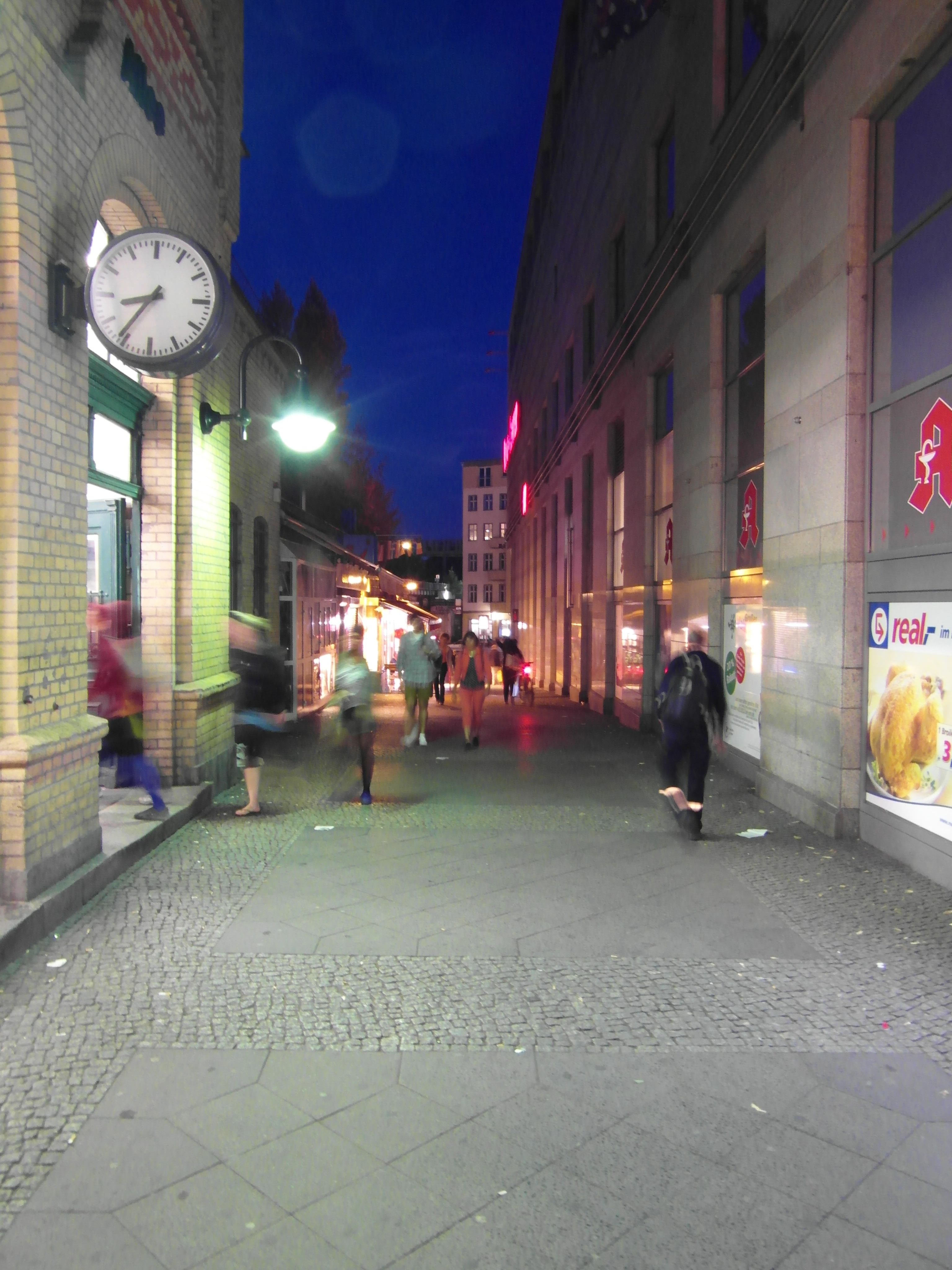
La ruelle qui mène à la Frankfurter Allee et à la station de métro éponyme.